# Interreg South Baltic
Interreg South Baltic 2014-2020 är ett av EU:s gränsregionala Interreg-program, och finansierar gränsöverskridande projektverksamhet i de svenska, litauiska, polska, tyska och danska regioner som gränsar till södra Östersjön. För Sveriges del är det Kalmar län, Blekinge län, Skåne län och, som "adjacent area", Kronobergs län. 
Den nya programperioden 2014-2020 (Interreg V) kommer officiellt inledas 8-9 juni 2015. Föregående programperiod hette Interreg South Baltic 2007-2013, och var en del av Interreg IV. 